# Девственный лес

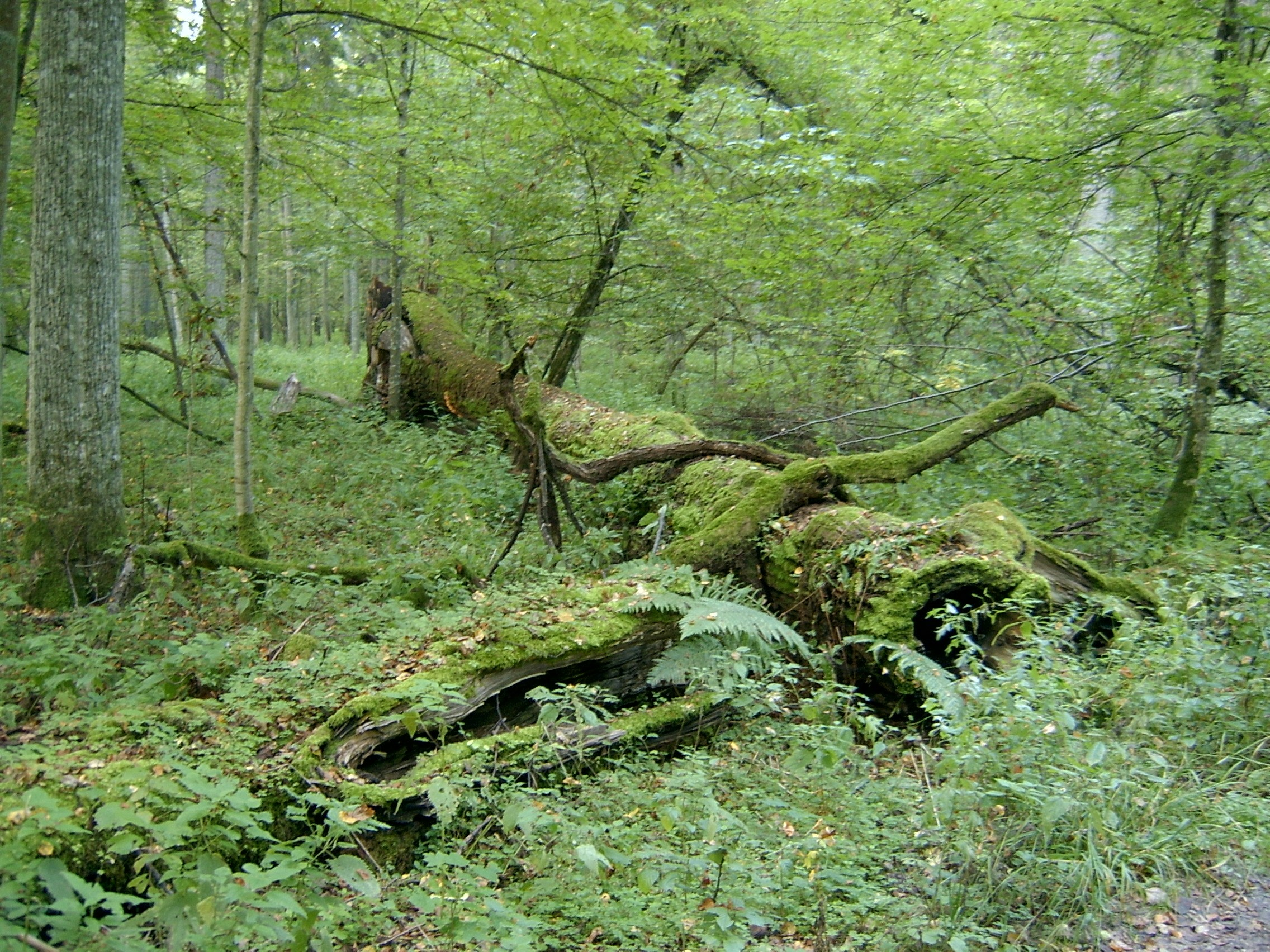
Первобытный лес в Беловежской пуще.

Девственный лес (коренной лес, перви́чный лес, первобы́тный лес, пу́ща) — лес, не изменённый человеческой деятельностью и природными стихийными бедствиями. Характеризуется наличием крупных как живых, так и отмерших деревьев, повышенной затенённостью, несколькими возрастными уровнями растительности и несколькими горизонтальными уровнями вегетации. В силу своей нетронутости человеком первобытный лес сохраняет более высокое разнообразие как растений, так и животных, в том числе виды растений и животных, находящихся на грани исчезновения.
В зависимости от состава лес может восстановить характеристики первичного через одно—два поколения деревьев, что может составить 150—500 лет.
Первобытный лес является единственной средой обитания для многих редких и исчезающих видов растений и животных, что определяет его большое экологическое значение.
Крупнейшим первобытным лесом в Европе являются девственные леса Коми, расположенные на территории России (Республика Коми). Их территория — 32 600 км².
По оценкам ФАО ООН, первичные леса составляют 36 % всех лесов.